# Ülejõe
Ülejõe är en by i Estland. Den ligger i Anija kommun i landskapet Harjumaa, 40 km öster om huvudstaden Tallinn. Ülejõe ligger 65 meter över havet och antalet invånare är 240.
Terrängen runt Ülejõe är mycket platt. Runt Ülejõe är det mycket glesbefolkat, med 5 invånare per kvadratkilometer. Närmaste större samhälle är Kehra, 2 km väster om Ülejõe. I omgivningarna runt Ülejõe växer i huvudsak blandskog.